# La Bible d'Amiens
La Bible d'Amiens (en anglais The Bible of Amiens) est un ouvrage du critique d’art et sociologue anglais John Ruskin paru en 1884 et traduit en français en 1904 par Marcel Proust.

## Caractéristique de l’œuvre
La Bible d'Amiens est le premier volume d’une série que Ruskin veut consacrer à l’histoire du christianisme en Europe, sous le titre : Our Fathers Have Told Us, mais seul est achevé et publié ce premier volume.
Proust rédige une longue préface à sa traduction, accompagnée de nombreuses notes en bas de page.
Les deux premiers chapitres du livre sont consacrés à l’histoire de l’avènement du christianisme en France, puis à la construction de la cathédrale Notre-Dame d'Amiens au XIIIe siècle. Ruskin retrace l'histoire de Firmin d'Amiens, évangélisateur de la Picardie selon la tradition catholique. L’histoire de saint Firmin est représentée dans le porche nord de la façade principale de la cathédrale ; il y tient la place centrale, où il est représenté le bras levé comme pour bénir la population. Lors d’un séjour à Amiens en 1856, Ruskin dessine la partie supérieure de ce portail et inclut cette esquisse dans l'édition anglaise de 1884.

Le deuxième chapitre est consacré à l'histoire des Francs et à leur installation en France en provenance d'Allemagne. Ruskin s'intéresse tout particulièrement à Clovis et cite à de nombreuses reprises l’œuvre d'Edward Gibbon.
Le troisième chapitre s’intitule « Le dompteur de lion », en référence à saint Jérôme, un des premiers pères de l’Église à qui on doit la Vulgate.
La quatrième partie de l'ouvrage, intitulée « Interprétations », étudie l’iconographie de la façade ouest de la cathédrale. Ce chapitre, véritable guide pratique de la cathédrale, a été publié à plusieurs reprises pour les visiteurs.

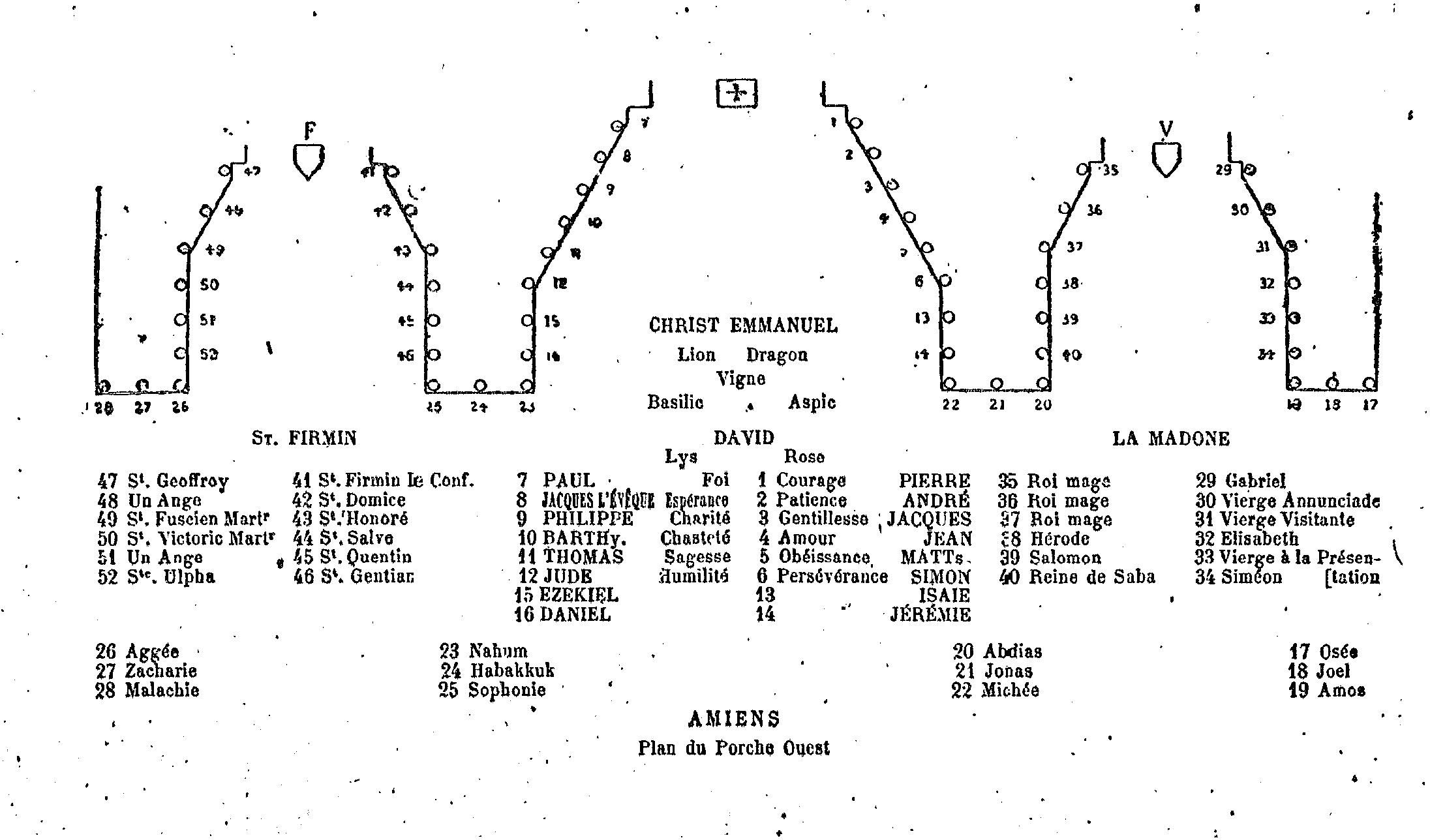
Les trois porches de la façade ouest (édition française, p. 341).

La façade occidentale de la cathédrale, que Ruskin appelle « la Bible d’Amiens », est ornée de statues des rois, prophètes et apôtres ; dans les trois porches se trouvent également la représentation graphique des prophéties de l’Ancien Testament ainsi que des épisodes du Nouveau Testament. Le Christ occupe la place centrale de cette façade. Il est connu sous le nom du « Beau Dieu d'Amiens ». Des statues représentant les prophètes de l’Ancien Testament se rangent à ses côtés, sur les deux murs du porche, avec au-dessous une série de quadrilobes dans lesquels les épisodes les plus importants de leurs vies sont sculptés.
Dans son étude de ce porche dédié à la Mère-Dieu, Ruskin explique que la Vierge a été représentée sous différents angles par différentes écoles d’art. La Madone reine qui se trouve dans ce porche est, selon Ruskin, « essentiellement franque et normande, couronnée, calme, pleine de puissance et de douceur ». Par contraste, la statue de la « Vierge dorée » située au trumeau du porche du transept sud est ce qu’il appelle une Madone nourrice, plus raphaëlesque et plus récente. Elle est moins noble et austère que la Madone reine : la maternité la rend humaine et Ruskin l'a qualifiée de « madone de décadence en raison de toute sa joliesse », comparant son sourire à un « gai sourire de soubrette ».